# José María García-Aranda Encinar
José María García-Aranda Encinar (nascut el 3 de març de 1956 a Madrid) és un exàrbitre de futbol espanyol, conegut sobretot per haver arbitrat tres partits durant la Copa del Món de la FIFA de 1998 a França. També va dirigir dos partits al Campionat d'Europa de Futbol de la UEFA del 2000, celebrat a Bèlgica i els Països Baixos.
Viu a Suïssa, on treballa per a la FIFA, l'Associació Internacional de Futbol, com a cap d'arbitratge.